# Henriette Verdier Winteler de Weindeck
Henriette Verdier Winteler de Weindeck (bl. 1887–1910) war eine Schriftstellerin, die mindestens zehn Werke vorrangig in englischer Sprache, aber auch auf Französisch und Portugiesisch verfasste. In den 1900ern wurde sie viermal für den Friedensnobelpreis vorgeschlagen, davon zweimal explizit für ihr Buch De la paix, du désarmement et de la solution du problème social (avec anecdotes) (1904). Informationen zu ihrer Biografie sind dagegen weitgehend widersprüchlich, ungesichert oder nicht bekannt.

## Leben und Werk
Das Système universitaire de documentation (SUDOC), der Verbundkatalog der französischen Hochschulbibliotheken, gibt mit Verweis auf die französische Genealogiewebsite Geneanet an, Winteler de Weindeck sei am 9. Januar 1832 in London geboren und am 20. März 1832 getauft worden. Zudem stellt der Katalog eine Verbindung zur Threadneedle Street in der Londoner Innenstadt und den französischen Hugenotten her. Winteler de Weindeck sei ferner am 20. März 1910 in London gestorben, allerdings basiert diese Angabe gemäß SUDOC auf einem Klon eines Artikels der englischsprachigen Wikipedia, in dem die entsprechende Angabe unbelegt ist. Zu ihrem Herkunftsland gibt sowohl das SUDOC als auch das Archiv der Nobel-Stiftung an, Winteler de Weindeck komme aus Frankreich. 1907 wurde sie unmittelbar in Paris verortet. Ingunn Norderval gab dagegen 2021 an, Winteler de Weindeck komme „aus Portugal“. Die Bibliothèque nationale de France sprach wiederum von einer „britischen Schriftstellerin“ und enthielt sich konkreter Angaben zu ihren Lebensdaten, außer, dass sie im 19. Jahrhundert geboren und im 20. Jahrhundert gestorben sei. Unterschiedliche Varianten existieren zudem zu der Frage, welche Teile des Namens zu ihrem Vor- und Nachnamen gehören. Die Nobel-Stiftung führt „Henriette Verdier“ als Vornamen an, diese Variante findet sich in SUDOC, wo davon abweichend unter anderem angegeben wird, dass Verdier Teil des Nachnamens sei.
1904 erschien in Paris ihr französischsprachiges Buch De la paix, du désarmement et de la solution du problème social (avec anecdotes). Das Titelblatt des Buches weist sie als „Mitglied der Alliance de la Paix“ (französisch Membre de l’Alliance de la Paix), also der Allianz des Friedens, aus. Die im Buch angegebenen Autoreninformationen geben zudem an, dass Winteler de Weindeck damals schon neun weitere Schriften publiziert hatte. Eines davon ist der Roman The Ghost of Passy, der in Everett Franklin Bleilers The Checklist of Fantastic Literature (1947, zu deutsch Die Checklister fantastischer Literatur) unter dem Titel The Ghost of Passy: A Sensational Novel als in London unter dem Pseudonym George Z. Fighton erschienener Roman aufgelistet wird. Bleiber gibt den echten Namen der Autorin mit U. M. C. Winteler de Weindeck an. Weitgehend identische Angaben finden sich im Katalog der British Library, die allerdings das Pseudonym leicht abweichend als Captain Geo. Z. Fighton angibt. Ein weiteres Werk Winteler de Weindecks, ihr 1898 erschienenes Büchlein La Guerre hispano-américaine, précurseur d'autres guerres, ou Un appel à l'Europe, par Astrée (ni Français, ni Espagnol, ni Allemand), basierte auf einem Beitrag von ihr in der Zeitung La Patrie, der auch im The New York Journal nachgedruckt wurde. Unter den weiteren Schriften von Winteler de Weindeck werden explizit eine Komödie (mit portugiesischsprachigem Titel) und ein Drama aufgeführt, unter den übrigen Titeln findet sich zum Beispiel On Elocution, dramatic art and languages (englisch für Über Rhetorik, Dramatik und Sprachen).
Die portugiesische Kulturwissenschaftlerin Marta Pacheco Pinto beschreibt davon unabhängig eine Frau „de Winteler de Weindeck“ auf der Teilnehmerliste der französischen Delegation für den kurzfristig abgesagten Internationalen Kongress der Orientalisten 1892 in Lissabon als „möglicherweise“ identisch mit Henriette Verdier Winteler de Weindeck, zumal die Teilnehmerliste von einer „englischen Publizistin“ spricht. Ferner gibt der britische Akademiker Alexander James Donald D'Orsay an, dass neben einem „Senhor Peixoto“ als Portugiesisch-Professor am King’s College London auch eine „Mademoiselle Verdier Winteler de Weindeck“ geholfen habe, die 1887 in London erschienene Auflage seines Buches A practical grammar of Portuguese and English korrigierend durchzuschauen.
1897 schrieb Winteler de Weindeck dem damals erst eingerichteten Komitee für den erst 1901 erstmals verliehenen Friedensnobelpreis einen Brief, um mehr über die „verschiedenen Kriterien den Friedenspreis betreffend“ zu erfahren. Tatsächlich wurde sie in den 1900er-Jahren mehrfach für den Friedensnobelpreis nominiert. 1905 schlug sie der französische Politiker Gaston Gerville-Réache vor, 1907 folgte eine Nominierung von sieben ungenannten Politikern des Cortes Gerais, des portugiesischen Parlamentes. 1910 wurde Winteler de Weindeck schließlich gleich zweimal vorgeschlagen: von Gonçalo Pereira da Silva de Sousa e Meneses, 3. Conde de Bertiandos, dem damaligen Präsidenten des portugiesischen Senates, sowie von Caetano Henriques Pereira de Faria Saldanha e Lancastre, 4. Conde das Alcáçovas, ebenfalls Abgeordneter im portugiesischen Senat. Gemäß den Angaben des Archives der Nobel-Stiftung bezogen sich sowohl Gerville-Réache als auch der 4. Conde das Alcáçovas auf das Buch De la paix, du désarmement et de la solution du problème social (avec anecdotes), für die anderen beiden Nominierungen lassen sich in den Angaben des Archivs keine Nominierungsgründe finden.
Ingunn Norderval, die 2021 ein Buch über Frauen und der Friedensnobelpreis (im englischen Original: Women and the Nobel Peace Prize) veröffentlichte, schrieb über Winteler de Weindeck, dass abseits von  De la paix, du désarmement et de la solution du problème social (avec anecdotes) nichts über Winteler de Weindecks (mögliche) Aktivitäten in der Friedensbewegung bekannt sei. Sie sei „wahrhaftig eine der vergessenen Frauen der Friedensbewegung“. Ein oder mehrere Porträtbilder von Winteler de Weindeck sind als Teil der Collection Laruelle im Besitz des Département des Estampes et de la photographie der Bibliothèque nationale de France.

## Werke
- als George Z. Fighton: The Ghost of Passy: A Sensational Novel. Hutchinson, London 1889, OCLC 266962550.
- La Guerre hispano-américaine, précurseur d'autres guerres, ou Un appel à l'Europe, par Astrée (ni Français, ni Espagnol, ni Allemand). G. Picquoin, Paris 1898, OCLC 458484934.
- De la paix, du désarmement et de la solution du problème social (avec anecdotes). Librairie Fischbacher, Paris 1904, OCLC 458484938 (bnf.fr).

weitere Werke ohne auffindbare bibliographische Angaben, gemäß der Autoreninformation in De la paix, du désarmement et de la solution du problème social (avec anecdotes):
- Um remedio para o Amor (Komödie)
- Respectability
- A Miser’s Love (Drama)
- A doomed man’s secret
- Iwixt father and son
- Starvation
- On Elocution, dramatic art and languages